# Britanski kanal
Britanski kanal (rus. Британский канал) je tjesnac u zapadnom dijelu otočja Zemlje Franje Josipa u Arkhangelskoj oblasti, Rusija. 

## Geografija
Britanski kanal odvaja najzapadniju otočnu skupinu od ostatka otočja Zemlje Franje Josefa. Na sjeveru tjesnac počinje u moru kraljice Viktorije, u smjeru jugozapada. Odvaja Zemlju princa Georga na zapadu od manjeg otoka Koetlitz i otoka Hooker na istoku. Otprilike dvije trećine niz Zemlju princa Georga, kanal je podijeljen na dva dijela gdje se zaljev Nightingale nastavlja niz obalu Zemlje princa Georga, a tjesnac De Bruyne skreće prema jugoistoku.

## Povijest
Kanal je prvi put opisala i imenovala Jackson-Harmsworthova ekspedicija 1875. godine.

## Vanjske poveznice
- Topografska karta U-37,38,39,40 - 1 : 1 000 000